# Индустријска зона (Варезе)
Индустријска зона је насеље у Италији у округу Варезе, региону Ломбардија.
Према процени из 2011. у насељу је живело 43 становника. Насеље се налази на надморској висини од 241 м.